# Saïd Amara
Saïd Amara (Saïda, Argelia francesa, 11 de marzo de 1933 – 2 de agosto de 2020) fue un futbolista y entrenador argelino.

## Carrera
Nacido en Saïda, Argelia, Amara jugó profesionalmente en los clubes MC Saïda, USM Bel-Abbès, Strasbourg, AS Béziers y Bordeaux. También jugó en el seleccionado absoluto de su país, portando la cinta de capitán en cinco ocasiones entre 1963 y 1964.
Conformó el FLN football team, un onceno compuesto por miembros del Frente de Liberación Nacional Argelino en 1960 y recibió amenazas de muerte luego de su regreso a Burdeos. Como entrenador, su principal logro fue dirigir la selección de su país en 1973.

### Fallecimiento
Amara falleció el 2 de agosto de 2020 a los ochenta y siete años.